# Rhinprovinsen
Rhinprovinsen også kendt som Rhinpreussen (Rheinpreußen) ligger i det vestlige Tyskland. Det var en provins som eksisterede fra 1822 til 1918 som en del af Kongeriget Preussen og derefter fra 1918 til 1946 som en del af Fristaten Preussen og Weimarrepublikken. I maj 1939 havde den et areal på 24.477 km² (hvis man ser bort fra Hohenzollern Land), og en befolkning på 7.931.942 indbyggere.
Provinsens overpræsident og andre statslige forvaltningsorganer havde deres sæde i Koblenz. Düsseldorf var der ud over forvaltningshovedstad for Provinsialforbundet Rhinprovinsen. Dette var et eget forvaltningsorgan for overkommunale opgaver med hovedorganerne Landeshauptmann og Provinsiallanddagen.
Provinsen grænsede i nord til Holland, i øst til provinsen Westfalen og provinsen Hessen-Nassau (fra 1918: Folkestaten Hessen), i øst og syd til Storhertugdømmet Hessen, i sørøst til Kurpfalz, i sydvest til Saarland, og i vest til Frankrig, Belgien og Luxembourg.
Provinsen blev oprettet den 22. juni 1822 og eksisterede frem til 23. august 1946 efter slutningen på anden verdenskrig. Den lå i den historiske region Rhinland mellem de to byer Bingen am Rhein og Kleve.
Wienerkongressen i 1815 overførte Rhinlandet fra Frankrig til Preussen, og denne provins blev etableret på grundlag af De forenede hertugdømmer Jülich-Kleve-Berg, de kirkelige provinser Kurfyrstendømmet Köln og Kurfyrstendømmet Trier, fristaderne Aachen og Köln og næsten hundrede små kirkelige- og adelsæder.
Den nordligste del af provinsen befandt sig i det som i dag er Nordrhein-Westfalen, den sydlige del i Rheinland-Pfalz og i Saarland. Mindre dele tilhørte nutidens Hessen (Landkreis Wetzlar) og Belgien (Eupen-Malmédy).
 Der er for få eller ingen kildehenvisninger i denne artikel, hvilket er et problem. Du kan hjælpe ved at angive troværdige kilder til de påstande, som fremføres i artiklen.

50°22′N 7°36′Ø / 50.37°N 7.6°Ø